# Flinders Ranges (region)
Flinders Ranges är en region i Australien. Den ligger i delstaten South Australia, omkring 310 kilometer norr om delstatshuvudstaden Adelaide. Antalet invånare är 1 649.
Följande samhällen finns i Flinders Ranges:
- Quorn
- Hawker

Omgivningarna runt Flinders Ranges är i huvudsak ett öppet busklandskap. Trakten runt Flinders Ranges är nära nog obefolkad, med mindre än två invånare per kvadratkilometer. Genomsnittlig årsnederbörd är 358 millimeter. Den regnigaste månaden är februari, med i genomsnitt 59 mm nederbörd, och den torraste är oktober, med 7 mm nederbörd.